# 洛蘭鎮區 (伊利諾伊州斯蒂芬森縣)
洛蘭鎮區（英語：Loran Township）是位於美國伊利諾伊州斯蒂芬森縣的一個行政鎮區。

## 地方資料
根據2010年美國人口普查的數據，洛蘭鎮區的面積為90.80平方千米，當中陸地面積為90.80平方千米，而水域面積為0.20平方千米。當地共有人口1385人，而人口密度為每平方千米15.25人。